# Тангир
Тангир — желатиновая или целлулоидная плёнка, с одной стороны которой нанесён рельефный рисунок из систематически расположенных точек или линий; используется для того, чтобы получать на участках штрихового клише ровный тон.
В зависимости от рисунка тангира можно варьировать силу тона. Чтобы изготовить клише с тангиром, копию изображения на цинковой пластине закрывают водорастворимым лаком во всех местах, где тангирного узора быть не должно, и закатанный краской рельефный рисунок тангира оттискивают на копии, припудривают асфальтом, подогревают, после чего защитный слой смывают и проводят травление.
Среди непрофессионалов этот термин трактуется как защитная сетка для ценных бумаг, хотя защитным элементом ценных бумаг является тангирная сетка — оттиск тангира на бумаге.